# Plötzkau
 (août 2024).
Si vous disposez d'ouvrages ou d'articles de référence ou si vous connaissez des sites web de qualité traitant du thème abordé ici, merci de compléter l'article en donnant les références utiles à sa vérifiabilité et en les liant à la section « Notes et références ».
Plötzkau est une commune de l'arrondissement du Salzland, dans le Land de Saxe-Anhalt, en Allemagne.

## Géographie
La commune se trouve sur la rive gauche de la Saale, au sud-ouest de la ville de Bernbourg et au nord d'Alsleben. Les contreforts du massif de Harz s'étendent à l'ouest.
Plötzkau se situe au bord de la Bundesautobahn 14 (route européenne 49) reliant Magdebourg et Leipzig.

## Histoire

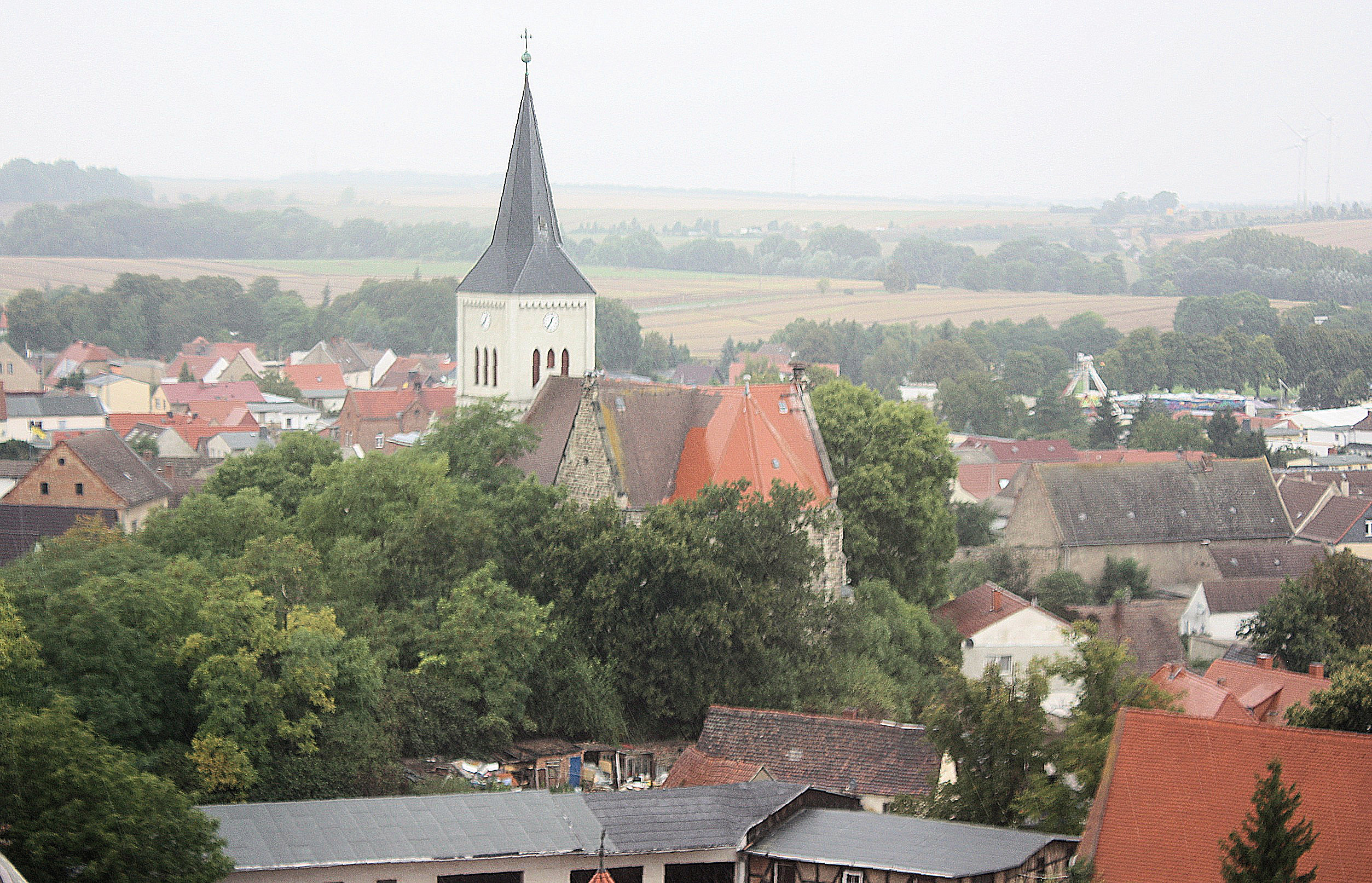
Église Saint-Georges.

Le domaine de Plötzkau, dans le duché de Saxe, est mentionné pour la première fois en 1049. Le château fut la résidence des comtes de Plötzkau, inféodés de biens et droits par le roi Henri IV vers 1069. Hilperich (mort en 1118), fils du comte Dietrich de Plötzkau, fut margrave de la marche du Nord après la destitution de Rodolphe de Stade en 1112. Le fils de Hilperich, Conrad (mort en 1133), fut margrave en 1130. La famille s'éteint à la mort du comte Bernard de Plötzkau, frère de Conrad, durant la deuxième croisade en 1147.
L'héritage des comtes a été disputé entre la maison d'Ascanie et les Welf. Temporairement en possession de l'abbaye de Gernrode, Plötzkau faisait partie des possessions de la maison d'Anhalt, une branche ascanienne, à partir de 1435 et était la capitale de la principauté d'Anhalt-Plötzkau jusqu'en 1665. Le château est reconstruit dans le style Renaissance à l'initiative du prince Bernard VII à partir de 1566

## Personnalités liées à la commune
- Emmanuel d'Anhalt (1631–1670), prince d'Anhalt-Plötzkau et d'Anhalt-Köthen.